# Celia Tejerina

María Celia Tejerina Mackern, conocida como Celia Tejerina, (Potrerillos, Mendoza, 5 de junio de 1994) es una windsurfista argentina especializada en RS:X. Integrante del equipo olímpico argentino de vela en los Juegos Olímpicos de Río de Janeiro de 2016 y Tokio 2020. Medalla de plata en los Juegos Panamericanos de 2019 y campeona sudamericana 2020.

## Carrera deportiva
De padre y madre andinistas, Tejerina comenzó a navegar en 2009, cuando tenía 14 años, en el Embalse Potrerillos, ubicado en su localidad natal. Se inició en el marco del programa de desarrollo nacional, para formar atletas con vistas a los Juegos Olímpicos de la Juventud de Singapur 2010, con apoyo del ENARD. En 2012 comenzó a estudiar a la carrera de contaduría pública y redujo su participación en las competencias, pero retomó su preparación para participar en los Juegos Panamericanos de 2015, donde salió cuarta.
Al año siguiente compitió en los Juegos Olímpicos de Río de Janeiro de 2016, finalizando en la posición 21. En 2019 obtuvo la medalla de plata en los Juegos Panamericanos de 2019. En 2020 se consagró campeona sudamericana. De cara a los Juegos Olímpicos de Tokio 2020, su objetivo es finalizar entre las 15 primeras.